# Port Alfred

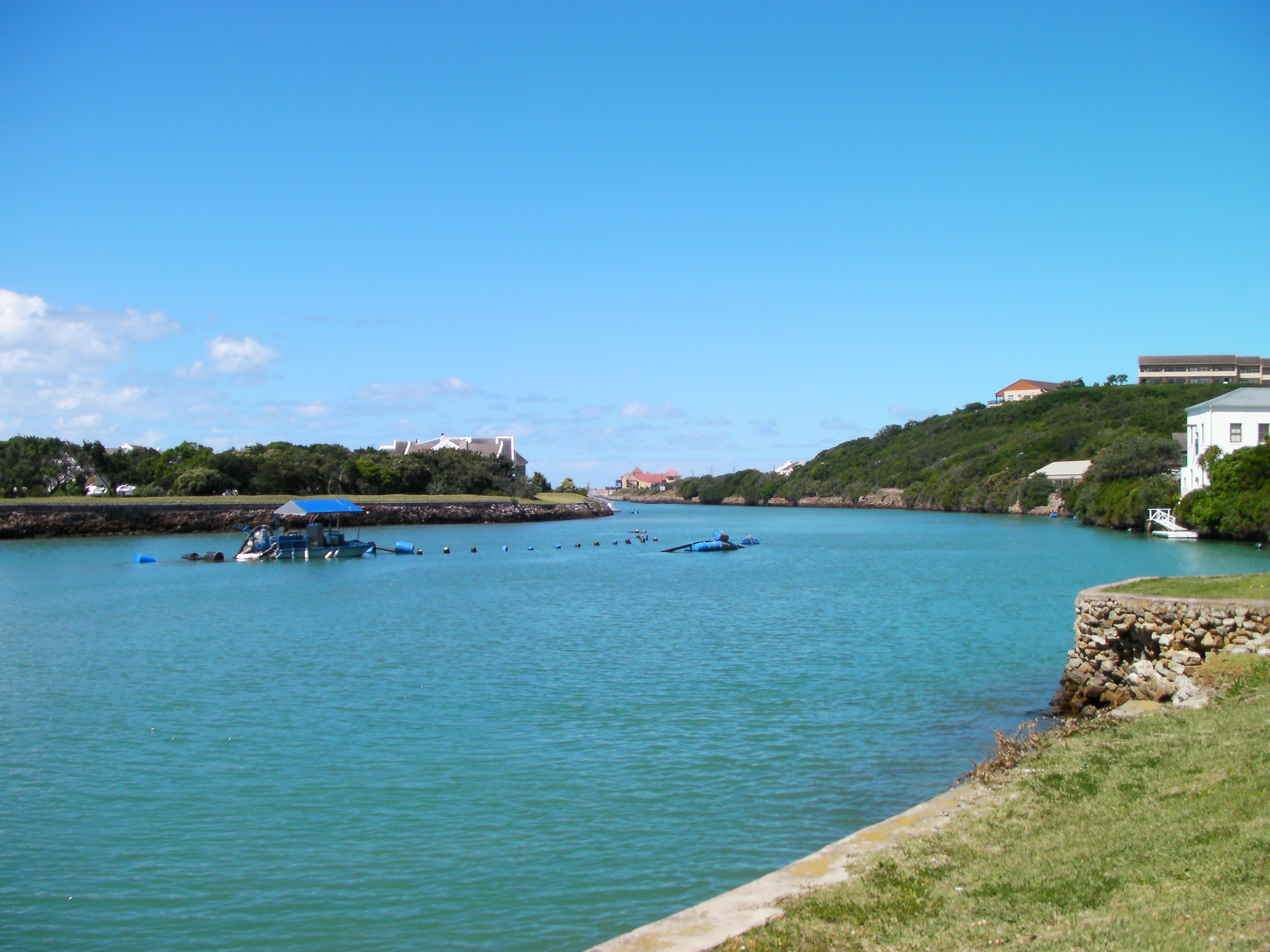
Uferbereiche in Port Alfred

Port Alfred ist eine Stadt in der Lokalgemeinde Ndlambe im Distrikt Sarah Baartman der südafrikanischen Provinz Ostkap. Die Stadt ist auch der Sitz der Gemeindeverwaltung.

## Geografie
Port Alfred liegt auf halbem Wege zwischen Gqeberha und East London (jeweils 150 Kilometer entfernt) an der Mündung des Kowie River in den Indischen Ozean. Der Fluss teilt die Stadt in zwei Teile.

## Geschichte
Die ersten Bewohner im Bereich der späteren Stadt waren Angehörige der Khoisan. Gegründet wurde die Stadt etwa 1825 durch britische Siedler, die durch Lord Charles Henry Somerset als Puffer zu den Xhosa im Osten der Kapkolonie angesiedelt wurden. Ursprünglich nannte man die Stadt Port Kowie, nach dem Fluss, an dem sie liegt. Dann wurde der Name in Port Frances geändert, nach der Schwiegertochter des Gouverneurs Lord Somerset und Ehefrau seines Sohnes Henry Somerset. 1860 erfolgte die Umbenennung in Port Alfred nach Prince Alfred, dem zweiten Sohn von Queen Victoria, der zu dieser Zeit Südafrika besuchte. Den Status als Stadt erhielt der Ort 1894.
Im Jahre 1884 wurde die Eisenbahnstrecke der privaten Kowie Railway auf der gesamten Streckenlänge eröffnet. Sie verlief von Grahamstown über Martindale und Bathurst nach Port Alfred. Am 22. April 1911 stürzte ein Zug über die Blaauwkrantz-Brücke in die Schlucht, wodurch der Betrieb unterbrochen wurde. In Grahamstown bestand Anschluss an die Cape Government Railways.

## Demografie
Im Jahre 2011 hatte sie 9747 Einwohner in 3213 Haushalten auf einer Fläche von 42,97 km².

## Sehenswürdigkeiten
- Die weiten Sandstrände bieten Ausblicke auf die Küstenlandschaft.
- Die zahlreichen künstlichen Inseln im Mündungsgebiet des Kowie River – dort befindet sich der große Yachthafen – ist die Stadt heute ein Ferienort für Wassersportler. Die künstlichen Inseln im Mündungsgebiet werden Marina genannt. Sie sind als Gated Community in privater Hand und nicht öffentlich zugänglich. Die Kanäle dazwischen sind jedoch mit Booten oder Kanus befahrbar.
- Das Kowie Museum in der ehemaligen Eisenbahnstation, in dem regionale historische Zeugnisse aus dem Leben der Xhosa und der europäischen Einwanderer bewahrt werden.[9]
- Die Methodist Settlers’ Church, ein Sakralbauwerk aus Bruch- und Quadersteinen aus dem Jahr 1823. Es ist ein Nationaldenkmal.[10]
- Richmond House Museum, ein privates Museum. Das Museumsgebäude ist eine Nachbildung des ursprünglichen herrschaftlichen Gebäudes von 1848 und zeigt die Geschichte der Besitzer sowie des Anwesens im Verlaufe von 175 Jahren.

## Verkehr
Der Ort ist für den Straßenverkehr auf der Regionalstraße R72 sowie von Makhanda (Grahamstown) auf der R67 erreichbar. Im Norden der Stadt und an der nach Bathurst führenden Landstraße befindet sich der Flughafen Port Alfred Airfield. Eine Eisenbahnverbindung besteht nicht mehr. Die Kowie Railway war eine zeitweilige Eisenbahnstrecke von Grahamstown nach Port Alfred.

## Söhne und Töchter der Stadt
- Yolandi Visser (* 1984), Musikerin